# Лавров, Сергей Борисович (географ)
Серге́й Бори́сович Лавро́в (26 мая 1928, Ленинград — 17 июля 2000, Санкт-Петербург) — советский и российский географ, экономико-географ и политико-географ, президент Русского географического общества (1991—2000), заведующий кафедрой экономической и социальной географии ЛГУ—СПбГУ (1976—1997), заслуженный деятель науки Российской Федерации (1998). Заместитель председателя Комиссии Верховного Совета СССР по национальной политике и межнациональным отношениям (1988[уточнить]—1991). Доктор географических наук, профессор.
Сторонник философско-политического движения Евразийства. Соратник историка, этнолога, географа Льва Николаевича Гумилёва, в 1992—2000 годах — заместитель президента Фонда Л. Н. Гумилёва.

## Биография
Сергей Борисович Лавров родился 26 мая 1928 года в Ленинграде в семье филологов-русистов. Родители преподавали в различных учебных заведениях Ленинграда.
В 1941—1942 гг. провёл детские годы в блокадном Ленинграде, затем был эвакуирован вместе с семьёй в Саратов. В эвакуации вёл дневник, изданный в 2011 году. После снятия блокады вернулся в Ленинград. В 1945—1950 гг. учился на географическом факультете ЛГУ.
В 1954 году после окончания аспирантуры начал работать на кафедре экономической и социальной географии географического факультета ЛГУ.
В 1968 г. защитил докторскую диссертацию, в 1970 году стал профессором ЛГУ.
С 1976 по 1997 гг. возглавлял кафедру экономической и социальной географии ЛГУ—СПбГУ. В 1984 г. представлял отечественную науку на XXV Международном географическом конгрессе в Париже.
В 1988[уточнить]—1991 гг. — депутат Верховного Совета СССР и заместитель председателя Комиссии Верховного Совета СССР по национальной политике и межнациональным отношениям.
С 1992 г. — и. о. Президента Русского географического общества (РГО), в 1995—2000 гг. — Президент РГО.
В 1992—2000 гг. — заместитель Президента Фонда Л. Н. Гумилёва.
В 1998 г. С. Б. Лаврову присвоено почётное звание Заслуженного деятеля науки Российской Федерации.
Долгое время возглавлял специализированный совет по защите докторских диссертаций по экономической, социальной, политической географии в ЛГУ—СПбГУ, был членом экспертного совета ВАК СССР. Член Европейской Академии (Лондон). Читал лекции в университетах Берлина, Гамбурга, Софии.
Похоронен на Серафимовском кладбище.

## Вклад в науку
С. Б. Лавров был продолжателем традиций ленинградской научно-педагогической школы экономической и социальной географии. Учёный заложил научные основы формирования социальной экологии, создал концептуальные основы политической географии и геополитики, развил научно-методологические основы экономической и социальной географии зарубежных стран. Работы С. Б. Лаврова обогатили теоретико-методологический потенциал общественно-географической науки.
В середине 1980-х гг. на кафедре экономической географии ученым вводится лекционный курс политической географии с целью выработки представления о политической географии как самостоятельном, актуальном и практически значимом направлении в системе общественно-географических наук.
Благодаря усилиям С. Б. Лаврова в 1988 г. увидела свет первая отечественная монография по политической географии В. А. Колосова, изданная в Ленинграде, а спустя девять лет — первая кафедральная политико-географическая монография, ставшая второй в России.

## Книги и монографии
- Экономическая география ГДР. Л.,1966
- География промышленности ФРГ. Л.,1967.
- ФРГ сегодня. Л.,1973.
- Экономико-экологические проблемы капиталистических и развивающихся стран. М.: Просвещение, 1978.
- ФРГ: география, население, экономика. М.: Мысль, 1982.
- Этот контрастный мир. М.: Прогресс, 1985.
- Глобальные проблемы современности. СПб., 1993, 1995.
- Экономическая и социальная география мира (учебник для 10 кл.). М.: Просвещение, 1995.
- Глобальная география (учебник для 11 кл.). М.: Дрофа, 1997.
- Геополитические реалии России. СПб., 1999.
- Лев Гумилев. Судьба и идеи. — М.: Сварог и К., 2000.
- В каком мире мы живем?. — СПб.: Время, 2001.
- Regionalisation for Planning in the USSR. Nagoja, 1985.
- Burgeliche Konzeptionen der regionalen Entwicklung. Gotha (GDR), 1986.
- Conzept of Regional Development. М.: Прогресс, 1988.

## Основные научные статьи
- Бавария как один их экономических районов ФРГ // Вестник ЛГУ. Сер. 7. Геогр., 1959, № 6.
- Б. Н. Семевский и его вклад в развитие теории советской экономической географии // Вестник ЛГУ. Сер. 7. Геогр., 1982, № 3.
- География газового хозяйства ФРГ // Вестник ЛГУ. Сер. 7. Геогр., 1965.
- География и географы (предисловие к книге Р. Джонстона). М., прогресс, 1986.
- Геополитика: возрождение запретного направления // Известия РГО, 1993, № 4.
- Геополитика и регионалистика: взгляд ученых // Геополитические и геоэкологические проблемы России. СПб, 1995.
- Геополитическое пространство России: мифы и реальность // Известия РГО, 1997, № 3.
- Геоэкология: теория и важные вопросы практики // Известия ВГО СССР, 1989, № 2.
- Государственно-монополистические комплексы и региональные проблемы // Известия ВГО СССР, 1983, № 1. (в соавт.)
- Интеграционные тенденции в географии // В сб.: Советская география. Л., Наука, 1984.
- Концепции «полюсов роста» и опыт регионального планирования развивающихся стран // Известия ВГО СССР, 1980, № 5. (в соавт.)
- Некоторые аспекты социальной географии Запада // Вопросы географии. М., 1980, № 5.
- О принципиальных различиях между капиталистическими и социалистическими производственно-территориальными комплексами // Вестник ЛГУ. Сер. 7. Геогр., 1966, № 1. (в соавт.)
- «Общий рынок» и география хозяйства ФРГ // Вестник ЛГУ. Сер. 7. Геогр., 1965, № 1.
- О методологической основе социогеоэкологии // Известия РГО, 1994, № 1. (в соавт.)
- О системе географических концепций // В сб.: Теоретические проблемы географии. Л.: ГО СССР, 1983. (в соавт.)
- Об узловой народнохозяйственной проблеме // Известия АН СССР, Сер.географ., 1982, № 3. (в соавт).
- Объединение Германии: проблемы сращивания экономических и региональных структур // Известия ВГО СССР, 1991, № 6.
- П. Савицкий — первый русский геополитик // Региональная политика, 1996, № 1.
- Политико-географические аспекты региональной политики // В сб.: Политическая география и современность. Л., 1989.
- Портово-промышленные комплексы в проблеме взаимоотношений общества и природной среды в океане и региональное развитие приморских районов // В сб.: Вопросы географии океана. Л., ГО СССР, 1983.
- Проект Программы КПСС и некоторые вопросы преподавания экономической географии // Известия ВГО СССР., 1961, № 3.
- Промышленный сдвиг к морю и формирование индустриально-портовых комплексов // Материалы VI съезда ГО СССР. Л., 1975 (в соавт.).
- Радикальная география Запада 80-х гг. // Известия ВГО СССР, № 3, 1988.
- Реалии глобализации и миражи устойчивого развития // Известия РГО, 1999, № 3.
- Региональная политика в промышленно развитых капиталистических странах: воздействие политических сил (на примере ФРГ), 1987.
- Рецензия на книгу «Актуальные проблемы развития и размещения производительных сил в капиталистических странах» // Известия ВГО СССР, 1982, № 2.
- Сдвиги в географии нефтеперерабатывающей промышленности ФРГ // Известия ВГО СССР, 1966, № 2.
- Советская география: некоторые итоги и перспективы // Известия ВГО СССР, 1982, № 6. (в соавт.)
- Социальная география: проблемы становления научного направления // В сб.: Социальная география в СССР. Л., 1983. (в соавт.)
- Социально-экономическая география в странах Запада на переломе // Известия ВГО СССР, 1979, № 2. (в соавт.)
- Социально-экономические проблемы окружающей среды и наука // В сб.: Охрана окружающей среды. Л., ГО СССР, 1980. (в соавт.)
- Страноведение: прошлое и будущее // Известия ВГО СССР, 1978, № 1. (в соавт.)
- Структура географической науки: прошлые споры и современные позиции // География в системе наук. Л.: Наука, 1987.
- Трудные проблемы саарской металлургии // Вестник ЛГУ. Сер. 5. Эконом., 1965, № 11.
- Урбанизация в Западной Европе // Проблемы урбанизации и крупных городов. Л., Наука, 1984.
- «ФРГ» и «Западный Берлин» главы 2-томного издания «страны и народы». М.: Мысль, 1979.
- Экономическая география СССР за 60 лет // Вестник ЛГУ. Сер. 7. Геогр., 1977, № 2. (в соавт.)
- Экономико-экологические проблемы развивающихся стран // В сб.: География развивающихся стран. Л., ГО СССР, 1983. (в соавт.)
- N.N. Baranskiy and the geography of Foreign Countries // Soviet geography, 1983, № 6. (в соавт.)

Статьи в различных изданиях
- В каком мире мы живем? // Санкт-Петербургские ведомости,1998,26 мая —
- В чём феномен Льва Гумилёва // Санкт-Петербургские ведомости,1993, 9 апреля —
- Географ в XX веке // Вокруг Света,1983,№ 8. —
- Геополитик-практик Альберт Хаусхофер —
- Евразийство: современность концепции // Москва Соборная,1999,№ 10. —
- Завещание великого евразийца // Послесловие к книге Л. Н. Гумилёва «От Руси к России: Очерки этнической истории». — М.: Центр экол. просвещения и развития «Экопрос»: Прогресс. Фирма «Прогресс-Пангея». 1994. —
- Переходить через реку, нащупывая камни // Санкт-Петербургские ведомости, 2000,22 июля. —  (последняя статья автора).
- Пространство России: мифы и реальность // Остров Крым, № 6. —
- Триумф после смерти // Санкт-Петербургский университет / 1997,№ 16, 1 сентября —